# Fluweelkaptangare
De fluweelkaptangare (Catamblyrhynchus diadema) is een zangvogel uit de familie Thraupidae (tangaren). Catamblyrhynchus is een monotypisch geslacht.

## Kenmerken
De bovendelen van deze vogel zijn donkergrijs en de onderdelen roodbruin. De vogel heeft een goudgeel voorhoofd en een zwart achterhoofd. De lichaamslengte bedraagt 14 cm.

## Leefwijze
Deze vogel leeft meestal in paren of gemengde groepen. Zijn voedsel bestaat uit insecten, bessen en plantdelen, dat ze zoeken in het lagere en middelste bosniveau. Ze hebben een stompe, maar sterke snavel, waarmee ze insecten uit de bosjes blad van de Amerikaanse bamboe peuteren.

## Verspreiding en leefgebied
Deze vogel komt voor in Bolivia, Colombia, Ecuador, Peru en Venezuela, op open plekken in nevelbossen van 1800 tot 2900 meter hoogte.
De soort telt drie ondersoorten:
- C. d. federalis: noordelijk Venezuela.
- C. d. diadema: van noordelijk Colombia en noordwestelijk Venezuela tot zuidelijk Ecuador.
- C. d. citrinifrons: Peru, Bolivia en noordwestelijk Argentinië.